# Vladímir Bagírov
Vladímir Konstantínovich Baguírov Влади́мир Константи́нович Баги́ров (Bakú, 16 de agosto de 1936 – Jyväskylä, 21 de julio de 2000) fue un Gran Maestro Internacional, autor y entrenador Soviético-Armenio-Letón de ajedrez. Jugó en diez Campeonatos de la URSS de ajedrez, cuyo mejor resultado fue una cuarta plaza en su debut en 1960. Baguírov fue Campeón del Mundo Senior en 1998. Murió de un ataque al corazón mientras jugaba un torneo en Finlandia.

## Biografía
Bagirov nació en Bakú, de padre armenio y madre ucraniana. De joven, demostró talento ajedrecístico y se puso al cuidado del maestro y entrenador Vladímir Makogónov. Debutó en las semifinales del Campeonato Soviético de 1957, pero no llegó a la final. Bagirov se clasificó para la final por primera vez en 1960 y quedó en cuarto lugar en el 27.º Campeonato de la URSS en Leningrado, que ganó Víktor Korchnói.
En 1961, fue seleccionado para jugar con el equipo soviético en el Campeonato Europeo por Equipos en Oberhausen 1961  y en el Campeonato Mundial de Estudiantes en Helsinki.  Bagirov recibió el título de Maestro Internacional por la FIDE en 1963 y el de Gran Maestro en 1978.
Baguírov se puso a trabajar de entrenador en los años 1970 y durante un breve período en 1975, fue entrenador nacional de Azerbaiyán, fue el único entrenador del futuro Campeón del mundo de ajedrez Gari Kaspárov. Después de una disputa con los dirigentes del ajedrez, Baguírov se trasladó a Letonia a finales de los 1970 y entrenó al Campeón del Mundo Mijaíl Tal y a los futuros Grandes Maestros Alekséi Shírov y Aleksandr Shabálov. 
Baguírov fue un teórico de aperturas bien considerado, siendo una de sus favoritas la inusual Defensa Alekhine. Publicó dos libros y un CD-Rom desde 1994 hasta 2000.
Después de la ruptura de la Unión Soviética en 1991, Baguírov jugó más torneos que nunca, tomando parte en muchos torneos abiertos en Europa. Mantuvo una buena forma y ganó en 1998 el Campeonato mundial senior de ajedrez en Grieskirchen (Austria), con 8.5/11. 
Baguírov murió mientras jugaba un torneo en Finlandia en 2000. Había empezado el Heart of Finland Open con tres buenas victorias alcanzando el liderato y seguido de un momento de ascensión, estaba en una posición ganadora en la cuarta ronda contra Teemu Laasanen, pero sufrió un ataque al corazón y murió al día siguiente, el 21 de julio de 2000.

## Publicaciones
- Apertura inglesa: Clásica e India, por Vladímir Baguírov, traducido del ruso al inglés por Ken Neat, Londres, Cadogan Chess, 1994, ISBN 1-85744-033-1.
- Apertura inglesa: Simétrica, por Vladímir Baguírov, traducido del ruso al inglés por Ken Neat, Londres, Cadogan Chess, 1995, ISBN 1-85744-032-3.
- Gambito de dama declinado, Variante del Cambio, CD-Rom por Vladímir Baguírov, Ámsterdam, New In Chess, 2000.